# Симфония № 1 (Шимановский)
Симфония № 1 фа минор, соч. 15 ― неоконченная симфония польского композитора Кароля Шимановского, написанная в 1906―1907 годах. Вторая часть не была инструментована и никогда не исполнялась. Две крайние части (Allegro moderato и Allegretto con moto grazioso) были впервые исполнены 26 марта 1909 года в Варшавской филармонии оркестром под управлением Гжегожа Фительберга, пропагандистом творчества композитора и первым дирижёром его симфонических произведений. Это было единственное прижизненное исполнение произведения. Второе исполнение состоялось 6 октября 1938 года уже после смерти Шимановского на Польском радио в Варшаве. Оркестром также дирижировал Фительберг. В 1977 году стараниями композитора Я. В. Хавеля (J. V. Hawel) она была сыграна под его управлением в городе Катовице. В целом композитор оценивал свою первую симфонию критически. В начале 1940-х года Генрих Нейгауз прочёл доклад о творчестве композитора, в котором заметил: «Шимановским написано четыре симфонии, но известны только три. Жаль, что Первая симфония не была издана, так как это крупное, значительное произведение, примыкающее ко второму периоду, когда на творчестве Шимановского наиболее сильно сказалось немецкое влияние».  
Симфония впервые записана Силезским филармоническим оркестром под управлением польского дирижёра Кароля Стрыи. Запись была выпущена в 1989 году лейблом Marco Polo, а затем переиздана на лейбле Naxos.  

## Состав оркестра
3 флейты, 3 гобоя, 4 кларнета, 3 фагота, 6 валторн, 3 трубы, 3 тромбоны, тубы, ударные, 2 арфы, струнные.